# Rônai
Rônai – miejscowość i gmina we Francji, w regionie Normandia, w departamencie Orne.
Według danych na rok 1990 gminę zamieszkiwało 111 osób, a gęstość zaludnienia wynosiła 21 osób/km² (wśród 1815 gmin Dolnej Normandii Rônai plasuje się na 775. miejscu pod względem liczby ludności, natomiast pod względem powierzchni na miejscu 860.).